# بایانشنیه
بایانشنیه (به مجاری:  Bajánsenye) یک شهرداری در مجارستان است که در واش واقع شده‌است. بایانشنیه ۲۱٫۸۵ کیلومتر مربع مساحت و ۵۵۸ نفر جمعیت دارد.